# 渋江好胤
渋江 好胤（しぶえ よしたね）は、戦国時代の武将。

## 経歴・人物
渋江氏は千葉氏庶流で代々武蔵国岩槻渋江に住んだ氏族である。
好胤は、はじめ足利義氏、のち北条氏康に仕える。氏康の時、常陸国小田城主小田氏治との和睦の使者を務めた褒美として武蔵国足立郡浦寺郷にて采地を賜う。天正18年（1590年）小田原征伐にて戦死した。